# Удодов Іван Васильович
Іван Васильович Удодов (нар. 20 травня 1924, селище Глибоке (нині Ростовська область Росії) — пом. 16 жовтня 1981, Ростов-на-Дону, СРСР) — радянський важкоатлет, у 1952 році став першим радянським олімпійським чемпіоном з важкої атлетики.
Рекордсмен світу 1952—1956 року. Заслужений майстер спорту СРСР (1952). Чемпіон світу, двічі срібний призер, двократний чемпіон Європи, 4-разовий переможець чемпіонатів СРСР. Виступав за «Динамо» Ростов-на-Дону.

## Біографія
У сімнадцятирічному віці Іван Удодов опинився в концтаборі Бухенвальд. До моменту звільнення в'язнів американськими військами він не міг самостійно рухатися від виснаження.
У 1947 році, за порадою медиків, для зміцнення здоров'я з допомогою систематичних занять спортом, він почав займатися в залі важкої атлетики.
У цей час він навчався на курсах автоводіння, а вечорами займався спортом.
Тут він зустрів тренера Марка Баєва, який став його наставником не тільки в техніці роботи зі штангою, але і в житті. В результаті Удодов став найкращим «мухачом» в Ростові.
У 1948 році на Спартакіаді Півдня Росії в Махачкалі Іван набрав у триборстві суму 252,5 кг і посів друге місце. У 1949 році він виборов п'яте місце на чемпіонаті країни з сумою 277,5 кілограма.
Закінчив Ростовський технікум фізичної культури в 1950 році.
У 1951 році Удодов подолав заповітну для спортсменів найлегшої ваги відмітку у триборстві — 300 кілограмів і з цим результатом виграв звання чемпіона СРСР. З цього моменту він увійшов до складу збірної Радянського Союзу.
На VI Міжвідомчому чемпіонаті СРСР у Баку він переміг із сумою 310 кілограмів. Тренер Микола Іванович Лучкін тоді керував підготовкою Удодова в збірній СРСР. Результатом стала перемога в 1952 році на XV Олімпійських іграх у Гельсінкі.
Були ще яскраві перемоги:
- на чемпіонаті світу та Європи в 1953 році в Швеції
- на чемпіонаті СРСР 1956 року
- на Всесвітньому фестивалі молоді і студентів

Помер Іван Удодов у 1981 році на 58-му році життя, похований на Північному кладовищі Ростова-на-Дону.
Син — майстер спорту з важкої атлетики Анатолій Удодов.

## Ушанування пам'яті

Зірка на Алеї зірок в Ростові-на-Дону

- У 2002 році в рідному селищі Глибокому проводилося велике спортивне свято на честь 50-річчя першої золотої медалі, завойованої Іваном Удодовим.
- З 1982 року за ініціативи обласного та міського спорткомітетів у Ростовській області став проводитися турнір пам'яті Івана Васильовича Удодова. Проте зростання його популярності призвело до того, що з 1987 року він проводиться вже серед міст Російської Федерації, не обмежуючись Ростовом. Серед організаторів турніру — син Івана Удодова, майстер спорту з важкої атлетики Анатолій Удодов.
- 1 червня 2013 року у Ростові-на-Дону на «Проспекті зірок» відбулася урочиста церемонія закладки іменної «Зірки» Удодову Івану Васильовичу[3].